# Longás
Longás là một đô thị ở tỉnh Zaragoza, Aragon, Tây Ban Nha. Theo điều tra dân số 2004 của Viện thống kê Tây Ban Nha (INE), đô thị này có dân số là 53 người. Diện tích đô thị này là 49 ki-lô-mét vuông.Đô thị này nằm ở độ cao 840 m trên mực nước biển, cách thủ phủ Zaragoza 170 km.

## Biến động dân số
| Dân số | 440 | 488 | 570 | 416 | 353 | 310 | 196 | 51 | 24 | 35 | 42 | 44 | 53 |